# Ellen Wong
Ellen Wong (Scarborough, Canadá, em 1985) é uma atriz canadense de origem cambojana.

## Filmografia

### Filmes
| Ano  | Título original             | Título em português                                               | Papel       | Observações    |
| 2010 | Scott Pilgrim vs. the World | Scott Pilgrim Contra o Mundo (BR) /Scott Pilgrim vs. O Mundo (PT) | Knives Chau |                |
| 2011 | Silent Cargo                |                                                                   | Daiyu       | Curta-metragem |
| 2014 | The Baddest Part            |                                                                   | Olivia      | Curta-metragem |
| 2016 | The Void                    |                                                                   | Kim         |                |
| 2016 | Full Moon Club              |                                                                   | Julie       | Curta-metragem |
| 2017 | The Circle                  | O Círculo (BR/PT)                                                 | Renata      |                |
| 2017 | In the Life of Music        |                                                                   | Hope        |                |

### Televisão
| Ano  | Título original    | Título em português          | Papel                | Observações |
| 2005 | This Is Wonderland |                              | Ami Li               |             |
| 2006 | Runaway            |                              | Macy                 |             |
| 2010 | Unnatural History  | História Fora do Normal (BR) | Hoshi                |             |
| 2011 | Combat Hospital    |                              | Major Suzy Chao      |             |
| 2013 | The Carrie Diaries |                              | Mouse                |             |
| 2015 | Castle             | Castle (BR/PT)               | Zhu Yin              |             |
| 2015 | Spun Out           |                              | Andrea Long          |             |
| 2016 | Son of Zorn        |                              | Nancy                |             |
| 2016 | Dark Matter        |                              | Misaki Han-Shireikan |             |
| 2017 | GLOW               | GLOW (BR)                    | Jenny Chey           |             |